# Пташник Вікторія Юріївна
Вікторія Юріївна Пташник (нар. 1 січня 1983, Київ) — український юрист та політик, народний депутат України 8-го скликання.

## Життєпис
Народилася 1 січня 1983 року в Києві. Закінчила Київський національний університет ім. Т. Шевченка у 2006 році, Українську школу політичних студій (2013).
2004–2006 — Акціонерний банк «Діамант» (прийшовши на посаду молодшого юрисконсульта, згодом очолила юридичний відділ центрального офісу банку).
У 2006 році отримала свідоцтво про право на заняття адвокатською діяльністю.
2006–2011 — юридична фірма «Спенсер і Кауфманн»: останні три роки обіймала посаду партнера й очолювала Практику антимонопольного й конкурентного права фірми (свою кар'єру в фірмі починала з посади молодшого юриста).
2011–серпень 2013 — асоційований партнер Юридичної компанії «Правовий Альянс».
З вересня 2013 — засновник і партнер Юридичної фірми «Дроіт».
Член ради комітету з конкуренційного права Асоціації правників України.
Член громадської ради при Антимонопольному комітеті України (АНКУ), заступник голови Комітету з недобросовісної конкуренції Громадської ради при АМКУ.
Координатор групи «Закон і порядок» громадської платформи «Нова країна».

## Політична діяльність
З 27 листопада 2014 р. народний депутат України. Член Комітету з питань економічної політики, член Конституційної комісії, член Ради з питань судової реформи при Президентові України.
Виключена з фракції «Об'єднання „Самопоміч“» за підтримку проєкту щодо децентралізації 31 серпня 2015 року.
9 липня 2016 року вступила та була обрана членом Правління політичної партії ДемАльянс. 19 листопада 2016 року переобрана Співголовою партії разом з Василем Гацьком.
7 червня 2017 року оголосила, що йде із ДемАльянсу.
У лютому 2019 року стала співініціатором створення громадсько-політичної платформи «Євроатлантичний порядок денний для України».
Кандидат у народні депутати від партії «Голос» на парламентських виборах 2019 року (виборчий округ № 223, місто Київ).
У Верховній Раді Вікторія зосереджена на реформуванні антимонопольного законодавства, бере участь у реформуванні корпоративного законодавства, є ініціатором ряду проєктів, спрямованих на дерегуляцію, покращення бізнес-клімату та впровадження найкращих європейських практик в українське законодавство. У даних сферах Вікторія ініціювала ряд законопроєктів, що були прийняті як закони, зокрема: Закон про внесення змін до деяких законодавчих актів України щодо забезпечення прозорості діяльності Антимонопольного комітету України (782-VIII).
Закон про внесення змін до Закону України «Про захист економічної конкуренції» (щодо підвищення ефективності системи контролю за економічними концентраціями) (935-VIII).
Закон про внесення змін до деяких законодавчих актів України щодо підвищення рівня корпоративного управління в акціонерних товариствах (1983-VIII).
Закон про внесення змін до Закону України «Про захист економічної конкуренції» щодо удосконалення процедур контролю за концентрацією суб'єктів господарювання (2195-VIII).
Закон про внесення змін до деяких законодавчих актів України щодо корпоративних договорів (1984-VIII).
Закон про внесення змін до деяких законодавчих актів України (щодо усунення адміністративних бар'єрів для експорту послуг) (1724-VIII).
Закон про товариства з обмеженою та додатковою відповідальністю (2275-VIII).
Закон про внесення змін до деяких законодавчих актів України (щодо добровільного приєднання територіальних громад) (1851-VIII).
Закон про внесення змін до деяких законодавчих актів України щодо забезпечення принципів процесуальної справедливості та підвищення ефективності проваджень у справах про порушення законодавства про захист економічної конкуренції (проєкт № 6746). Наразі цей Закон заветований Президентом України за зверненням Вікторії Пташник. 
Вікторія — перший депутат в історії українського парламенту, який офіційно попросив Президента заветувати свій же Закон і виправити помилку, яка була допущена в проєкті зацікавленими особами. Законом повністю видалявся інститут пені за невиконання рішень АМКУ. Щоб не допустити уникнення порушниками відповідальності, Вікторія звернулась до Президента України і попросила його виключити з Закону ці зміни та залишити нарахування пені за невиконання рішень АМКУ. Президент України підтримав звернення Пташник та повернув Закон до Верховної Ради з відповідною пропозицією.
31 серпня 2023 року стала депутаткою Київської міської ради ІХ скликання від партії «Європейська Солідарність», замінивши Віктора Кононенка, який достроково припинив за власним бажанням свої повноваження.

## Визнання та нагороди
За версією VII та VIII Юридичної премії (2013 та 2014 роки), увійшла в п'ятірку найкращих юристів у сфері конкурентного права.
Увійшла до числа 9 найбільш рекомендованих юристів у сфері антимонопольного права за результатами дослідження видання «Юридична газета» в рамках проєкту «Топ-250. Найкращі юристи очима колег по юридичному бізнесу 2010/2011».
Увійшла до переліку рекомендованих спеціалістів України у сфері конкурентного права за результатами дослідження Ukrainian Law Firms. A Handbook for Foreign Clients у 2013 та 2014 роках[джерело?].
Згідно з рейтингом РПР за підсумками I—IV сесій, посіла 7 місце у ТОР-10 законотворців-реформаторів.
Увійшла в ТОП-10 ефективних держслужбовців 2017 року від юридичного бізнесу за версією «Юридичної газети».
Увійшла в ТОП-10 депутатів-реформаторів 2017 року за версією видання «Деловая столица».
Увійшла в ТОП-10 успішних жінок-юристів в категорії «політики державні службовці, судді» за версією дослідження «Юридичної газети» Ukrainian Women in Law 2018.
Увійшла в ТОП-10 ефективних державних службовців і посадових осіб від юридичного бізнесу у 2018 році за версією "Юридичної газети.
Увійшла до ТОП-25 доброчесних депутатів Верховної Ради України VIII скликання за версією дослідження Руху «Чесно».

## Захист прав жінок у Парламенті
17 жовтня 2018 року на засіданні Комітету з правоохоронної діяльності колишній регіонал Володимир Мисик у відповідь на пропозиції Вікторії Пташник щодо обговорюваного проєкту Закону, заявив, що жінки «вносять в чоловічий колектив (комітету) дуже велике замішання». Також депутат Мисик дозволив собі неетичні висловлювання щодо перебування Вікторії Пташник в одній з парламентських фракцій, зазначивши, що її «гніздо звідти (з „Самопомочі“)». Насамкінець зазначив, що в цьому Комітеті «фемінізм не пройде».
18 жовтня МФО «Рівні можливості» зробило з трибуни Верховної Ради України заяву, в якій категорично засудило поведінку нардепа Володимира Мисика, а також вимагало публічних вибачень та дотримання етичних та правових норм, які гарантують повагу до людської честі, гідності та професійної репутації .
Цей випадок викликав резонанс у медіа й реакцію правозахисників та організацій, що займаються адвокацією гендерної рівності .

## Родина
Одружена з адвокатом Мамунею Олександром Сергійовичем (нар. 1 квітня 1982), син Євген (нар. 10 серпня 2010), донька Іванна (нар. 9 травня 2018).